# Ленка Вимазалова
Ленка Вимазалова (чеськ. Lenka Vymazalová, 15 червня 1959) — чеська хокеїстка на траві.
Срібна призерка Олімпійських Ігор 1980 року.